# Орошигане
Орошигане (јап. おろし金 или 下ろし金), такође познат под именом орошики (јап. 下ろし器), врста је рендета коришћена у јапанској кухињи. Назив потиче од две јапанске речи — „ороши“ у значењу секач и „гане“ или „ки“ у значењу метал. Дакле, ова справа се изворно назива металом за сечење, а записује и као oroshigane или oroshiki.

## Опште одлике
Треница која потиче из Јапана значајно се разликује од оне коју је четрдесетих година шеснаестог века изумео француски држављнин Франсоа Булије (фр. François Boullier). Она је традиционални део јапанске кухиње и има веома мале заоштрене шиљке намењене фином рибању. Најстарији примерци направљени су од бакарних плоча обликованих тако да се, приликом израде, шиљци сами издигну из осовинске плоче, дакле, без икаквих рупица коришћених по угледу на европско ренде.
Ова врста рибежа сматра се најбољом, те је стога користе многи професионални кувари чија је специјалност далекоисточна (јапанска, кинеска, корејска) кухиња. Најквалитетнији орошигане прави се од ајкулине коже и њиме се уситњавају васаби (јапански рен, Wasabia japonica) и јамаито (циметни јам, Dioscorea opposita). Површина за сечење овог рендета много је углађенија од оне бакарног орошикија, па се може поредити са брусним папиром и другим финим врстама шмиргли.
Савремени кувари се ипак чешће опредељују за употребу значајно јефтинијих орошиганеа направљених од металних легура, пластике или керамике. Неке савремене врсте овог рендета у потпуности су идентичне са европским рендетом Франсое Булијеа.
Постоје две врсте орошикија, које се разликују по грубости и храпавости сечива. Који ће се употребити одређује тврдоћа намирнице која се риба и жељеног ефекта. Груби рибежи ове врсте користе се за рибање меког поврћа као што је даикон (бела ротква, Raphanus sativus), а финији за тврде корене као што су васаби или ђумбир (ризом врсте Zingiber officinale).